# Madonna col Bambino (Cima da Conegliano Philadelphia)
La Madonna col Bambino è un dipinto a olio su tavola (60,3x47,6 cm) di Cima da Conegliano conservato nel Philadelphia Museum of Art.